# 21 Lessons
『21 Lessons』は、ユヴァル・ノア・ハラリの著書。

## 概要
2018年8月に刊行。日本語訳は2019年11月20日に河出書房新社から出版された。
著者はこれまでは歴史についての書籍を出してきたが、本書では現在に焦点を当てて、人類が現在に直面している21の重要課題を取り上げて、どのように思考して行動するべきかを説く。これまでの2作で書かれてきた近代ゲームの勝者と思われたリベラルとデモクラシーは自壊してバッドエンドとなるのに対して、今どう対処するのかというアイデア集という性格。
著者は、人々に食べ物や着る物を与えることはできないが、それなりの明確さを提供することに努め、それによって世の中を公平にする手助けをすることはできるとする。著者は自らの役割というのは、著者から力を得て、人類の将来をめぐる議論に加わる人がわずかでも増えるようにすることとする。

## 日本語訳
『21 Lessons 21世紀の人類のための21の思考』
単行本
河出書房新社、2019年11月20日、ISBN 978-4309227887
文庫本
河出文庫、2021年11月5日、ISBN 978-4309467450